# Polygonatum franchetii
Polygonatum franchetii är en sparrisväxtart som beskrevs av Henri Hua. Polygonatum franchetii ingår i släktet ramsar, och familjen sparrisväxter. Inga underarter finns listade i Catalogue of Life.